# Phlyax

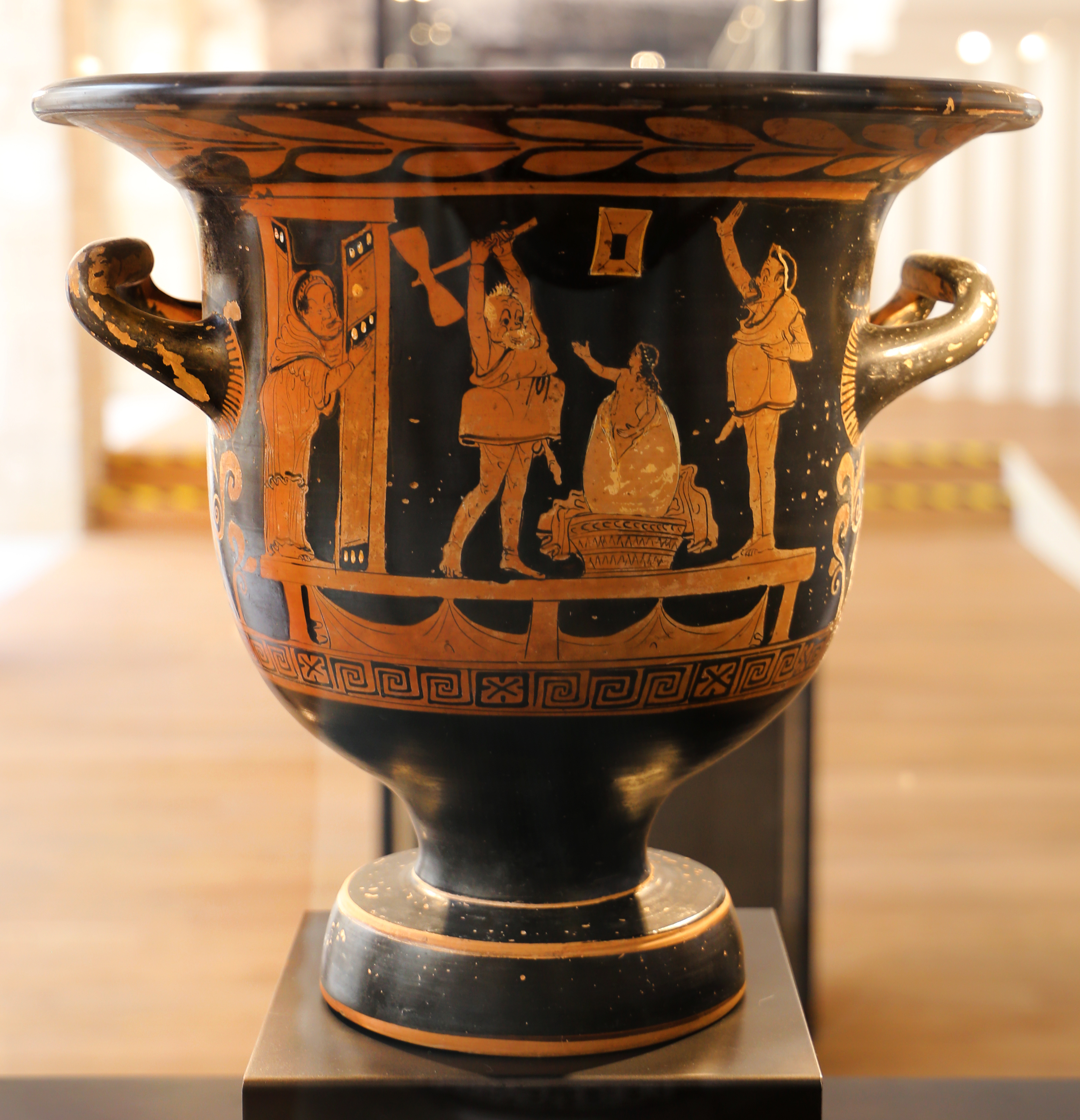
Een krater met een phlyax-voorstelling

Phlyax waren theaterstukken die werden gespeeld in Griekse kolonies in Zuid-Italië en op Sicilië rond de 4e eeuw v.Chr. Het waren mythologische parodieën die qua humor aansloten bij de Oude Komedie uit het Griekse theater.
Phlyax-toneel werden gekenmerkt door ruwheid en schunnigheid. De kluchten werden opgevoerd op plaatselijke festivals en waren populair onder het volk. De toneelstukken zijn verloren gegaan; phlyax is nu alleen bekend door afbeeldingen op een honderdtal zogenaamde Phlyax-kraters.